# Кауксі (Моосте)
Кауксі (ест. Kauksi) — село в Естонії, входить до складу волості Моосте, повіту Пилвамаа.